# Синдром на „Алиса в страната на чудесата“
Синдромът на „Алиса в страната на чудесата“ е невропсихиатрично състояние, което засяга възприятието. Хората преживяват нарушения във възприемането на размерите на обектите, което се означава с термините: микропсия, макропсия, пелопсия, телеопсия. Могат да бъдат засегнати и други сетивни модалности. Често състоянието се асоциира с мигрена, мозъчни тумори и употребата на психоактивни вещества. Може да бъде и първоначален симптом на EBV – Епщайн-Бар вирус (виж мононуклеоза). Синдромът може да бъде причинен от необичйна електрическа активност, вследствие на която да се наблюдава засилен кръвоток на мозъчните области, въвлечени в обработката на зрителната информация.
Някои учени смятат, че синдромът е доста чест в детството, но повечето хора го израстват с навлизането в младежките години. Изглежда, че той често се преживява в прехода от будно състояние в сън и често се асоциира с недоспиване. 

## Признаци и симптоми
Патогномоничен признак на синдрома е мигрената, като самият синдром може да е причинен отчасти от мигрена. Той засяга зрението, чувството за осезание, допир, слух, както и възприятието за собственото тяло.
Характерен симптом е преживяването за изменен образ на собственото тяло. Пациентът може да види промяна в размера и формата на части от тялото си или цялото тяло. Може да има усещането за уголемяване или смаляване на тялото. Възприятни измами се наблюдават и за размери и форма на предмети. Друга възможна причина за синдрома е употребата на халюциногенни наркотици и инфекциозна мононуклеоза.
Пациенти с определени неврологични болести също съобщават за подобни зрителни халюцинации т.нар лилипутски халюцинации, което означава, че предметът изглежда по-малък или по-голям от реалния му размер.
Пациентите могат да изпитват микропсия или макропсия. При микропсията засегнатият човек вижда предметите като по-малки отколкото реално са. При макропсията предметите се виждат съответно в по-големи размери. 
Връзката, ако наистина съществува такава, между синдрома и мононуклеозата остава ненапълно изяснена. 
Един 17-годишен младеж, Майкъл Хуанг, описва следното преживяване: „Изведнъж предметите започнаха да изглеждат малки и отдалечени (телеопсия) или големи и сякаш са по-близко (пелопсия). Имах чувството, че като че ли аз ставам по-нисък и малък, свивам се и също така ръстът на хората не беше по-голям от размера на показалеца ми. Понякога виждам хората на прозореца или телевизорът да се движат надолу и нагоре. Понякога кракът или ръка ми се люлеят. Мога да чуя гласовете на хората изключително силни или далечни и глухи. Понякога изпитвам атаки от мигренозно главоболие със зачервяване на окото, светкавици и замайване. Винаги осъзнавам, че всички тези промени в мен и около мен не са истински“.
Очите на засегнатите пациенти са анатомично нормални, но пациентите „виждат“ предметите в неправилните размер, форма или перспектива. Следователно хора, коли, сгради, животни, дървета и т.н. изглеждат по-малки или по-големи отколкото са, или разстоянието, на което са изглежда неточно. Например, един коридор може да изглежда много дълъг или земята може да изглежда прекалено близко.
Човек засегнат от синдрома „Алиса в страната на чудесата“ може да загуби представа за времето, подобно на липсата на пространствена перспектива. С други думи – времето може да преминава твърде бавно и да наподоби LSD преживяване. Липсата на чувство за време, пространство, перспектива води и до нарушено чувство за скорост. Например, в реалността човек може да се влачи бавно с малки стъпки и въпреки това да му се струва, че спринтира неконтролируемо по пътя, което да доведе до тежка дезориентация.
Други редки или по-леки симптоми могат да са: загуба на контрол над крайниците и обща некоординираност, загуба на памет, остатъчно чувство на допир или звук, както и емоции. 

### Сравнение сАлиса в Страната на Чудесата
Синдромът е кръстен на едноименния роман на Луис Карол „Алиса в страната на чудесата“, написан през 19 век. В историята, главната героиня, Алиса, преживява редица ситуации, подобни на микропсия и макропсия. Предполага се, че авторът може да е почерпил вдъхновение директно от собствените си преживявания, тъй като се знае, че той е имал мигрена. Също така има предположение, че Л.Карол може да е страдал от темпорална епилепсия.

### Сравнение сПътешествията на Гъливер
Синдромът с характерната си микропсия, също така се свързва и с романа на Джонатан Суифт „Пътешествията на Гъливер“. Синонимно наименование на синдрома е „лилипутски халюцинации“, изведен от романа на Суифт. Този термин е използван за първи път от британския лекар Р.Лирой през 1909. 

## Диагноза
Синдромът „Алиса в страната на чудесата“ е възприятно нарушение, а не физиологично болестно изменение. За този синдром може да се говори след като се изключат другите възможни причини за състоянието, както и ако няма други съпътстващи оплаквания. Най-често симптомите се проявяват през деня, макар и незадължително.
Друг симптом наподобява звуков ефект – всяко малко движение се съпровожда с тракащ или дрънчащ звук.

## Прогноза
Независимо от причината, симптомите могат да се появяват неколкократно за кратко време през деня и после да отшумят. Разбираемо е, че човек може да изпита страх и дори паника по време на тези халюцинации. В уплахата си може да нарани себе си или околните. Сами по себе си симптомите не са увреждащи и имат тенденция да се самоограничават във времето. 

## Епидемиология
Средната възраст, в която се преживява този синдром, е 6 г., но при някои хора това може да продължи до втората декада от живота. Също така се смята, че този синдром е наследствен, защото много родители, имали подобни преживявания, потвърждават, че и децата им също ги имат. 

## История
Синдромът понякога е наричан и синдром на Тод, във връзка с описанието на състоянието, направено от д-р Джон Тод (1914 – 1987) през 1955. Д-р Дж. Тод е британски консултант по психиатрия при High Royds Hospital в Медисън, Западен Йоркшир. Д-р Тод открил, че няколко от пациентите му преживявали тежки мигренозни пристъпи, които били съпровождани от изкривени зрителни възприятия –те виждали обектите не в реалните им пропорции. Освен това регистрирали изменено чувство за време и докосване, както и възприятие за собственото тяло. Освен наличието на тези мигренозни пристъпи, никой от тези пациенти не бил диагностициран с мозъчен тумор, нарушено зрение или психично разстройство, което да обясни тези симптоми. Те също така били в ясно съзнание и критични към халюцинаторните изживявания.